# Живороден гущер
Живоро̀дният гу̀щер (Zootoca vivipara), наричан също планински гущер, е най-широко разпространеният вид в семейство Гущерови. В Европа се среща почти навсякъде освен в голяма част от територията на Италия, Гърция и Иберийския полуостров. Това е влечугото, чийто ареал достига най-далеч на север.

## Описание
Живородните гущери имат издължени тела и къси крака. Имат груби люспи, чийто цвят по гърба варират от сиво и кафяво до бронзово и зелено. Обикновено мъжките гущери са по-тъмни от женските гущери. Те имат редове от бели петна отстрани, които се сливат в една линия, както и една черна линия по целия гръбнак. Живородните гущери също така имат голям брой черни петна, рапръснати по цялото тяло. Мъжките имат оранжеви или жълти коремчета с черни петънца, а женските имат кремави или бели коремчета. Неотровен вид.
Живородните гущери могат да достигнат до 18 cm на дължина, но обикновено са дълги между 10 и 16 cm.

## Разпространение и местообитания
Живородните гущери са разпространени в Централна и Северна Европа, но отсъстват от фауната на средиземноморските страни и областите около Черно море. Срещат се и в Северна Азия, като това е най-разпространеният гущер в северните региони. В Ирландия например това е единственото влечуго. Разпространен е до Сахалин и Хокайдо на изток. В южната част от ареала се среща само във високите части на планините.
В България живородният гущер живее в изолирани популации във високите планини над 1200 m надморска височина и е смятан за глациален реликт. Среща се в Рила, Витоша, Пирин, между върховете Миджур и Тодорини кукли и Баба и Мазалат в Стара планина, както и във високите части на Родопите (в района на Смолян, Чепеларе, Доспат и Батак).
Живородните гущери предпочитат влажни места в близост до водоеми. Живеят на различни места, включително в гористи местности, блата; в равни местности, обрасли с ниски храсти; в пясъчни дюни, живи плетове от ниски дървета, мочурища и бунища.

## Хранене и поведение
Хранят се с насекоми, паякообразни, охлюви и дъждовни червеи. Те зашеметяват плячката си като я разтърсват и после я поглъщат цялата.
Живородните гущери са активни през деня и прекарват сутринта и следобеда като се пекат на слънце или сами, или на групи, но не и когато горещината е непоносима по пладне. Те търсят храна, когато телесната им температура достигне 30 °C. Добри плувци са и се гмуркат под водата, когато са застрашени. За да заблудят неприятелите си, при опасност гущерите се разделят с опашките си. През нощта или когато са изплашени, те се подслоняват под дънери, камъни или опадали листа. В южните части на ареала са активни през цялата година, а на север зимуват в периода октомври–март, често на групи, и понякога излизат от зимния сън за кратко време, когато времето временно се затопли.

## Размножаване
След като излязат от зимен сън, мъжките бранят размножителните си територии от другите мъжки. Чифтосването става през април-май.
Въпреки че в най-югозападните части на ареала живораждащите гущери снасят яйца, за вида е характерна неговата способност да ражда малките си, откъдето идва и името му. Малките прекарват над 3 месеца в яйчните мембрани в тялото на женската, от които обикновено излизат, когато тя ражда. Те обаче могат да останат в яйчната мембрана няколко дни, преди да излязат на бял свят, използвайки главите си, за да пробият мембраната. През юни–септември женската ражда от 3 до 12 гущерчета, а след този период те не получават родителски грижи. Малките се хранят активно от раждането си и бързо се разпръскват. Мъжките и женските стават полово зрели на около 2 и 3 години съответно.

## Защита
Живородните гущери са широко разпространени и по принцип не са смятани за застрашен вид.